# Reformbill
Reformbill (en. Reform Act) är en historisk benämning i England på förslag om mera genomgripande reformer, särskilt i författningen. I synnerhet användes denna term om förslagen till parlamentsreform från 1830 och framåt. Den mest genomgripande genomfördes redan 1832 av Charles Grey, 2:e earl Grey, genom vilken de flesta av de praktiskt taget avfolkade valkretsar som kallades rotten boroughs och fungerade som handelsvara, avskaffades.